# ياو ديفين
ياو ديفين (بالصينية: 姚德芬؛ 15 يوليو 1972 – 13 نوفمبر 2012) كانت أطول امرأة على قيد الحياة بحسب موسوعة غينيس للأرقام القياسية. كان طولها 234 سنتيمترًا ووزنها 144 كيلوغرامًا. كان السبب وراء حجمها الزائد ورم في غدتها النخامية.